# Helicoverpa nihoaensis
Helicoverpa nihoaensis là một loài bướm đêm trong họ Noctuidae.